# Технологична конвергенция
Вижте пояснителната страница за други значения на Конвергенция.
Технологичната конвергенция (на латински: convergo — сближаване; на английски: Technological convergence) означава понятие, което обикновено се използва за определяне на процес, при който различни технологии, които първоначално не са били свързани и метафорично казано се сближават и обединяват като се създават нови видове технологии. Пример за такава конвергенция в близкото минало: в смартфона са обединени компютър, телефон и фотоапарат.

## Развитие
Технологичната конвергенция е в нов етап на обвързване на биологичните, физическите, социалните и екологически системи и съответно тяхното обвързване води до нов етап на получаването на нови функции и нови характеристики, които не съществуват самостоятелно. Това е свързано с общите характеристики на всички дигитални технологии, представляващи по същество информационни технологии, които превръщат всички стоки и услуги в информационен продукт. Възникващите конвергирани кибер-физически системи, които са свързани с интернет на нещата и създаването на умни градове, умни неща като безпилотни коли, медицински устройства и др.  От стопанска гледна точка при технологичната конвергенция могат да бъдат създадени атрактивни области за бъдещи иновации. За промишленият развой е от интерес да се откриват подобни области рано и да могат предприятията да използват съответно необходимите ресурси да заемат пазарните ниши навреме и да постигнат икономически изгоди.

### Акроними
Технологичната конвергененция в различни области е процес, за който се правят опити да бъде предвиден и съответно на базата на тези предвиждания са предложени акроними на подобни конвергенции. Голяма част от тях са свързани с антиутопии и катастрофически сюжети за развитие на човечеството:
- NBIC (Нанотехнология, Биотехнология, Информационни технологии и Когнитивна наука):Сред възможните утопични предвиждани технологични постижения са взаимодействието мозък-мозък, директен мозъчен контрол на устройствата чрез невроморфно инженерство, забавяне на процеса на стареене, премахване на комуникационните бариери, дължащи се на увреждане или език, и неуязвими мрежи за данни. [2]
- GNR (Генетика, Нанотехнология и Роботика):
- GRIN (Генетика, Роботика, Информация и Нанопроцеси): Утопични идеи свързани основно с трансхуманизма.
- GRAIN (Генетика, Роботика, Изкуствен интелект и Нанотехнология):
- BANG (Битове, Атоми, Неврони, Гени)